# Leonding
Leonding osztrák város Felső-Ausztria Linzvidéki járásában. 2020 januárjában 28 929 lakosa volt. 

## Elhelyezkedése

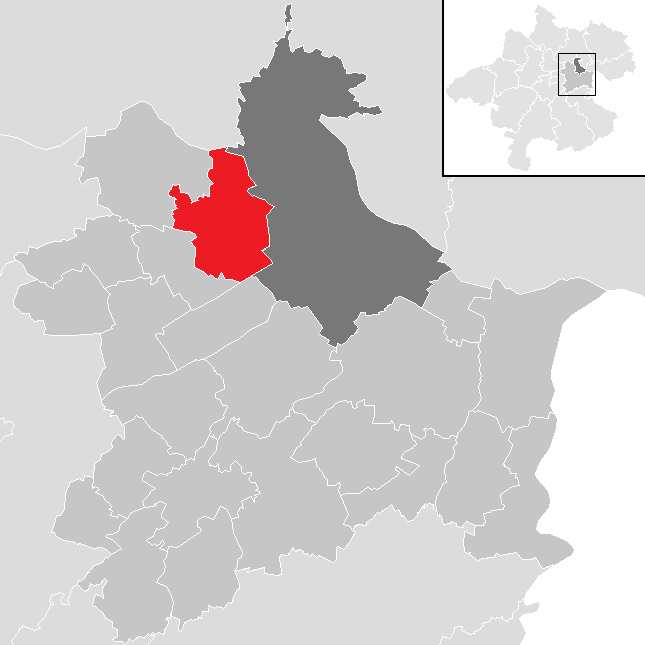
Leonding a Linzvidéki járásban

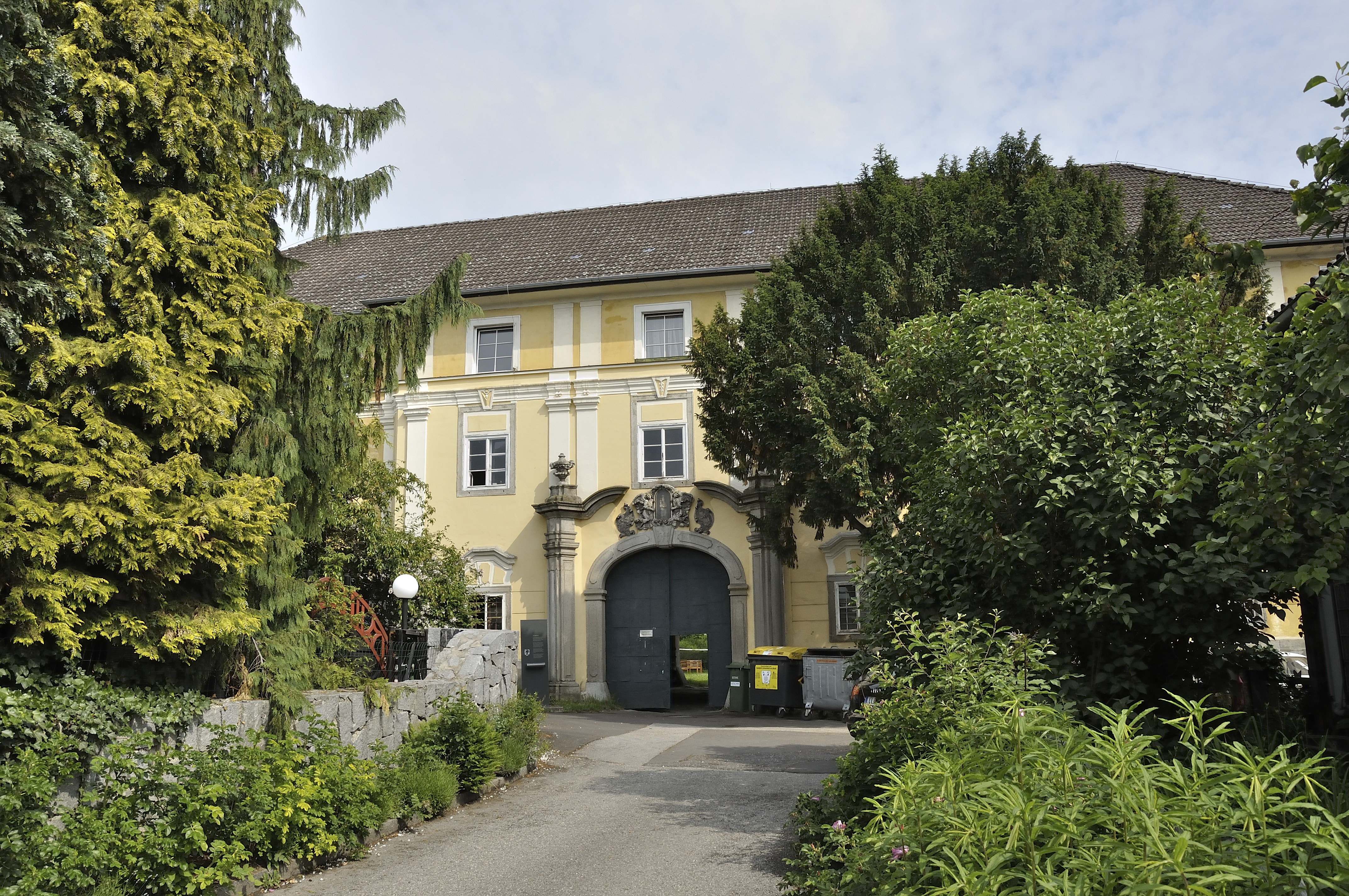
A holzheimi kastély

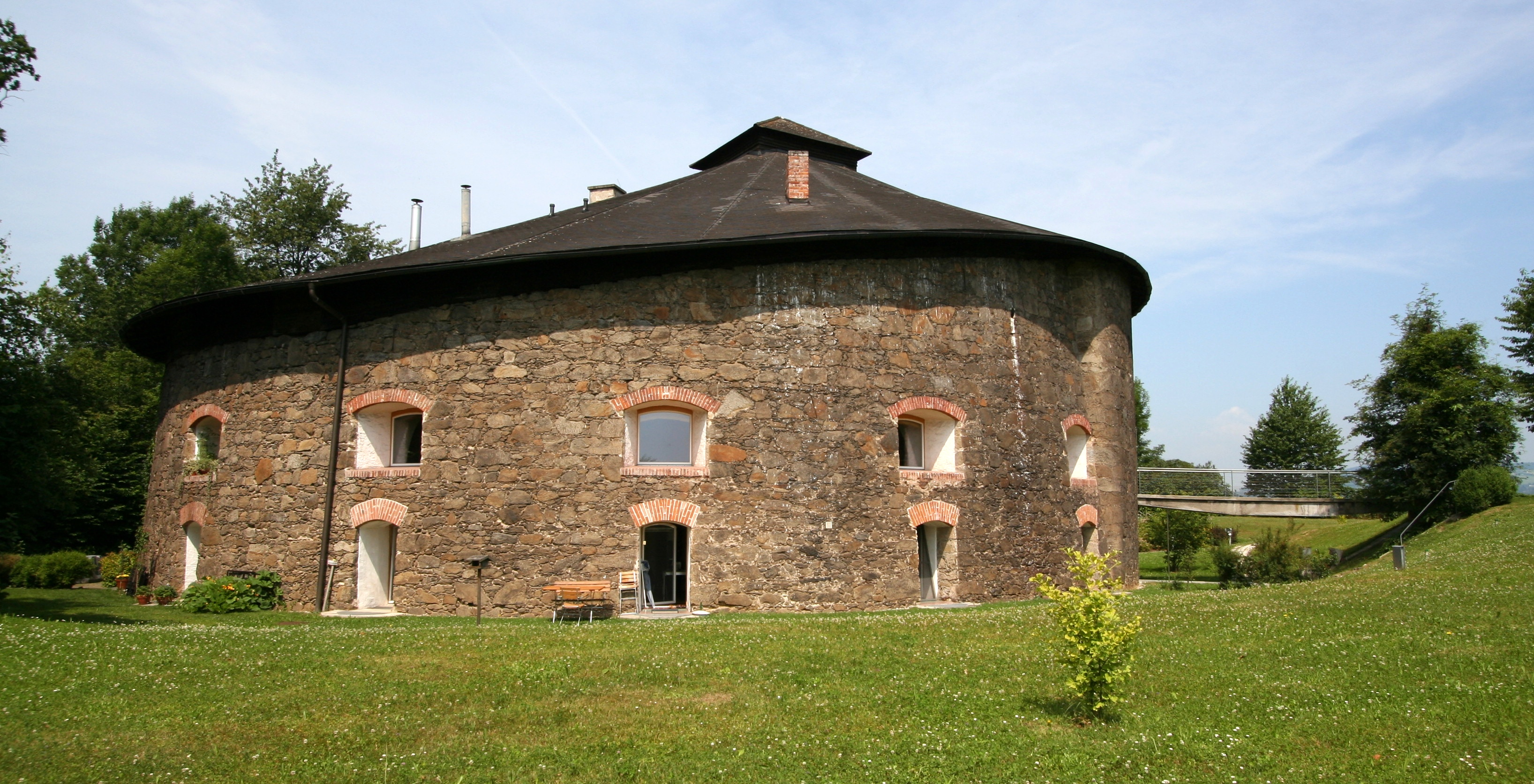
Az erődtoronyban berendezett városi múzeum

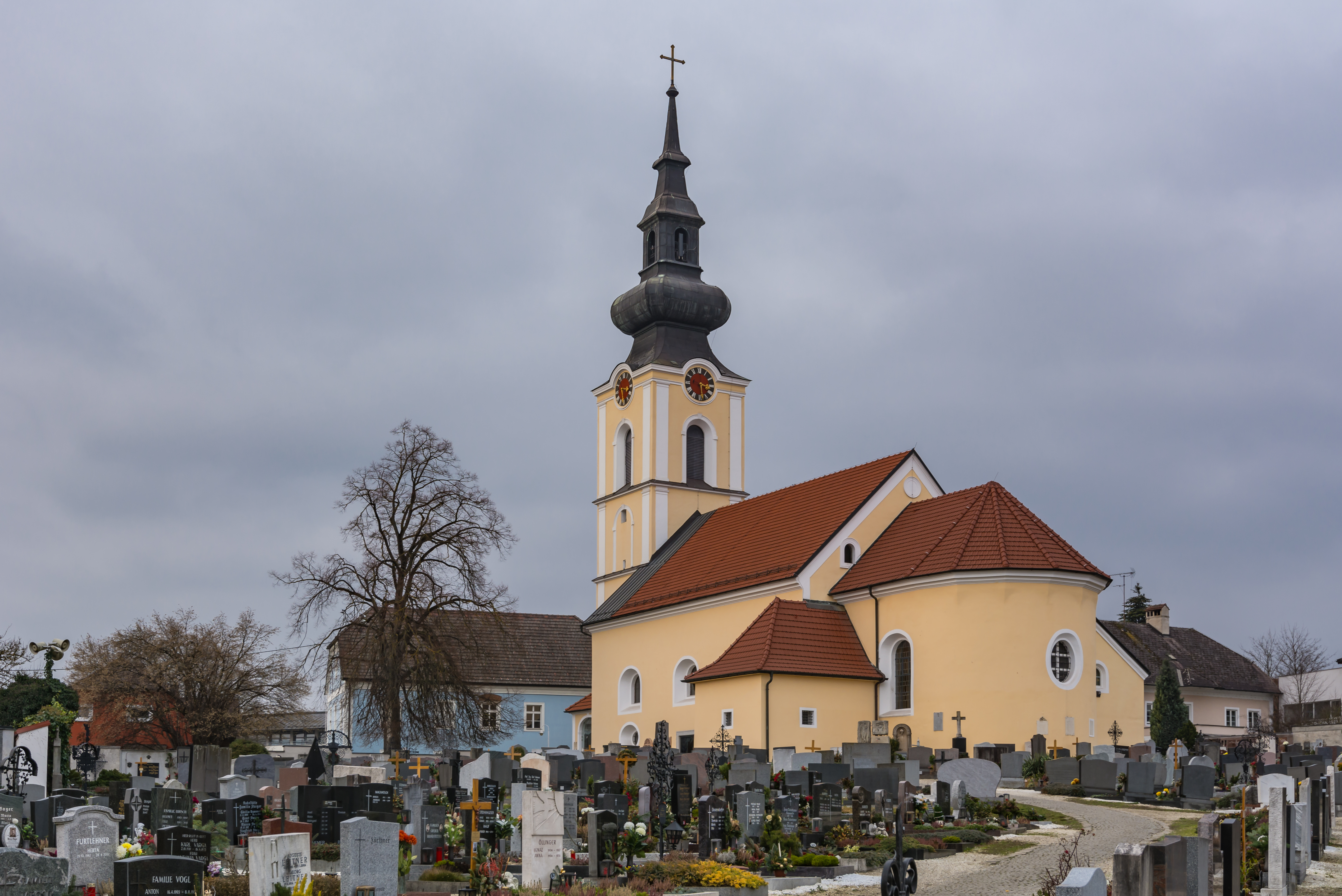
A Szt. Mihály-plébániatemplom

Leonding a tartomány Traunviertel régiójában fekszik, a Duna és a Traun folyók közötti síkságon, a Linzi-medence peremén, közvetlenül Linz mellett. Területének 8,7%-a erdő, 59,8% áll mezőgazdasági művelés alatt. Legmagasabb pontja 435 méterrel van a tengerszint fölött. Az önkormányzat 22 városrészt és falut egyesít: Alharting (259 lakos 2020-ban), Buchberg (297), Doppl (3152), Felling (10), Gaumberg (1653), Haag (5368), Hart (5647), Imberg (195), Leonding-Zentrum (4604), Reith (830), Sankt Isidor (970), Untergaumberg	(434), Aichberg (122), Berg (1507), Friesenegg (65), Holzheim (262), Zaubertal (804), Bergham	(1215), Enzenwinkl (136), Jetzing (6), Rufling (1348) és Staudach (45).   
A környező önkormányzatok: keletre Linz, délre Traun, délnyugatra Pasching, nyugatra Wilhering, északra Puchenau.

## Története
A régészeti leletek tanúsága szerint Leonding területe az újkőkor és a bronzkor alatt is lakott volt; sírokat, cserépedényeket, egy kisebb település részleteit tárták fel. 
Első írásos említése 1013-ból származik "Liutmuntinga" formában. Neve a Liutmunt személynévből ered. A Bajor Hercegséghez tartozó régió a 12. században Ausztriához került. A Leonding melletti Kürnbergi-erdő az osztrák hercegek és császárok kedvenc vadászterülete volt. Feljegyezték, hogy 1500-ban I. Miksa császár rendezett itt nagy vadászatot, 1686-ban pedig I. Lipót császár és Khevenhüller gróf vadászatához több mint ezer embert mozgósítottak. 
A napóleoni háborúk során a települést több alkalommal megszállták; pl. 1800-ban 1500 francia katona követelt szállást és ellátást. A háborús tapasztalatok hatására 1831-ben 27 toronyból álló linzi védelmi rendszer kiépítését kezdték el, amelyből 9 állt leondingi területen. Közülük 4 ma is megtekinthető. 1850-ben megalakult a leondingi önkormányzat és polgármestert választhattak. 1858-ben kiépült a Erzsébet császárné-vasút, de Leondingban csak 1881-ben létesítettek megállót. 
1898-1905 között a gyerekkorú Adolf Hitler Leondingban élt a családjával, szüleit a városi temetőben temették el (síremlékeiket 2012-ben felszámolták a neonáci megemlékezések miatt). Az 1920-as éveket elkeseredett politikai csatározások jellemezték; bár a választást többször is a szociáldemokraták nyerték, polgármestert a kisebb pártok koalíciója jelölhetett. 
Az 1934-es osztrák polgárháborúban heves harcok dúltak a szomszédos Linzben és Leondingban a jobboldali paramilitáris Schutzbund több száz tagja gyűlt össze. Ennek ellenére összecsapásokra nem került sor, de később 37 szociáldemokratát letartóztattak és lemondatták a szociáldemokrata polgármestert. 1938-ban az Anschluss utáni napon Hitler meglátogatta Leondingot, ahol felkereste szülei sírját. Ezt követően a főteret róla nevezték el. Tervezték, hogy egy közigazgatási reform keretében létrehozzák Nagy-Linzet, amelybe beolvasztják Leondingot, de a megvalósítást a háború utánra halasztották. A második világháborúban a szövetségesek 22-szer bombázták a várost és mintegy 700 bombát dobtak rá. 1945. május 5-én, három nappal a fegyverletétel előtt még mindig harcok dúltak a településen, a német tüzérség megállította az előretörő amerikai tankokat. 
A háború után feloldották az egész településre kiterjesztett építési tilalmat (eredeti állapotában megőrzött Hitler-zarándokhelyet akartak létesíteni). A keleti menekültek elárasztották a települést, népessége 1957-re harmadával megnőtt. A későbbiekben Leonding rendszeresen szerepelt Linz fejlesztési terveiben, de befektetésekre nem került sor. Az 1960-as évektől számos linzi lakos kiköltözött az olcsó Leondingba, majd a munkaerőt követve cégeket, üzemeket is alapítottak. 1975-ben Leondingot városi rangra emelték. Az 1970-es években tervek születtek egy új 20-30 ezer főre méretezett lakónegyed létesítéséről, de a fejletlen infrastruktúra és az 1985-ben beütött gazdasági válság miatt félbehagyták az építkezést. A két elkészült, de leromlott állapotú magasházat 2003-ban robbantották fel. Az 1990-es években a túlzsúfolt Linz mintegy 20 ezer lakosa költözött ki az agglomerációba, többek között Leondingba. A város népessége azóta is lendületesen gyarapodik, 1951 óta több mint négyszeresére nőtt. 

## Lakosság
A leondingi önkormányzat területén 2020 januárjában 28 929 fő élt. A lakosságszám 1869 óta gyarapodó tendenciát mutat. 2018-ban az ittlakók 85,9%-a volt osztrák állampolgár; a külföldiek közül 1,9% a régi (2004 előtti), 5,6% az új EU-tagállamokból érkezett. 4% a volt Jugoszlávia (Szlovénia és Horvátország nélkül) vagy Törökország, 2,7% egyéb országok polgára volt. 2001-ben a lakosok 68,6%-a római katolikusnak, 5,7% evangélikusnak, 1,8% ortodoxnak, 3,8% mohamedánnak, 16% pedig felekezeten kívülinek vallotta magát. Ugyanekkor 109 magyar élt a városban; a legnagyobb nemzetiségi csoportokat a német (89,7%) mellett a horvátok (2,4%), a szerbek (1,8%) és a törökök (1,5%) alkották.
A népesség változása:

| 2016 | 27 393 |
| 2018 | 28 698 |

## Látnivalók
- a 2000-es években felújított főtér

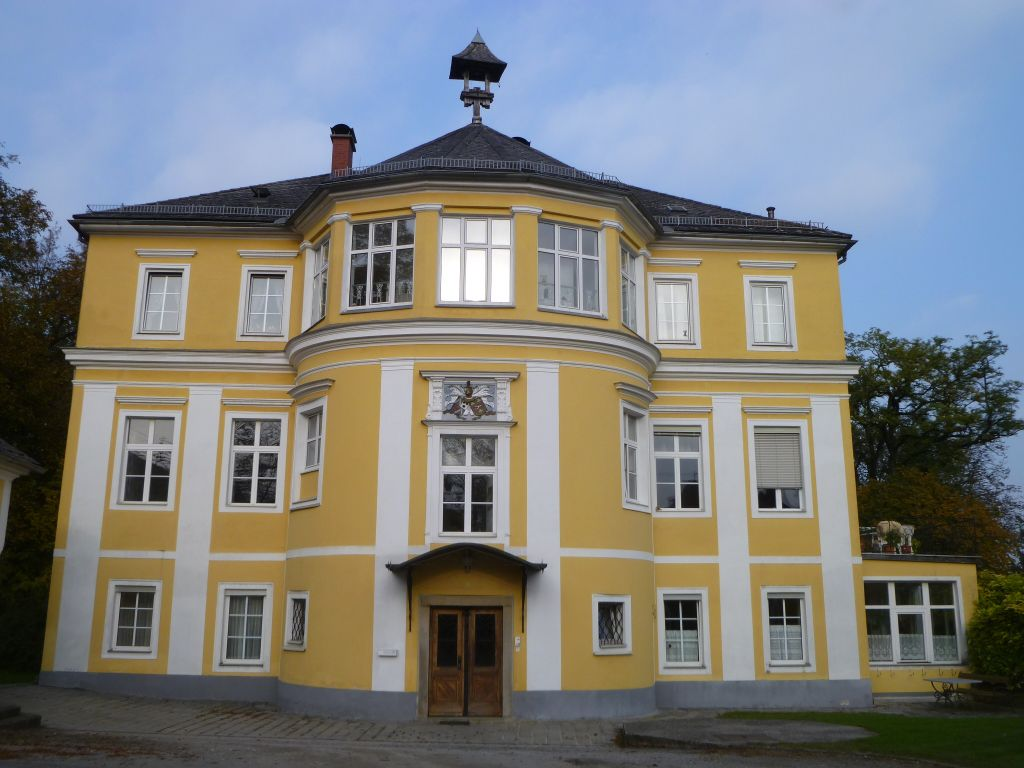
A ruflingi kastély

- a linzi erődrendszer tornyai. A 9. toronyban található a városi múzeum.
- a holzheimi kastély
- a ruflingi kastély
- a berghami kastély
- a Szt. Mihály-plébániatemplom
- az ún. 44-es házban berendezett művészeti galéria
- a Hitler-család lakóháza

## Híres leondingiak
- Anna Mitgutsch (1948-) író

## Fordítás
- Ez a szócikk részben vagy egészben  a   Leonding című német Wikipédia-szócikk ezen változatának fordításán alapul.  Az eredeti cikk szerkesztőit annak laptörténete sorolja fel. Ez a jelzés csupán a megfogalmazás eredetét és a szerzői jogokat jelzi, nem szolgál a cikkben szereplő információk forrásmegjelöléseként.